# Ruth Whelan
Pour les articles homonymes, voir Whelan.
Ruth Whelan, née le 26 février 1956 à Tullow, est une universitaire irlandaise, spécialiste du XVIIe siècle français et professeure de littérature à l'université nationale d'Irlande à Maynooth. Elle s’intéresse à la culture intellectuelle, religieuse, littéraire et politique des réfugiés huguenots dans les différents centres du refuge protestant en Europe.

## Biographie
Ruth Whelan obtient son diplôme au Trinity College, Dublin en 1977, puis un diplôme universitaire d'enseignement l'année suivante. Elle enseigne le français en 1977-1978, dans une école secondaire, puis elle prépare un master en 1981, et réalise un DEA à l'université Paris-Nanterre en 1982. Elle travaille comme lectrice d'anglais à l'École normale supérieure et à l'École nationale de la statistique et de l'administration économique (ENSAE), en préparant sa thèse de doctorat consacrée à Pierre Bayle et intitulée The anatomy of superstition : a study of the historical theory and practice of Pierre Bayle, qu'elle soutient à Dublin en 1985. Elle est nommée assistante à Trinity College en 1984, fellow en 1990, et maîtresse de conférences en 1996. En 1997, elle est nommée professeure et directrice du département des études françaises à l'université nationale d'Irlande à Maynooth.
Ruth Whelan est élue membre de l'Académie royale d'Irlande en 2000. Elle est élue membre associée du comité de la Société de l'histoire du protestantisme français en février 2013,. Elle est membre de la Huguenot Society of Great Britain and Ireland depuis 1985. Elle est nommée membre du conseil d'administration du musée national d'Irlande en 2005. Elle est chevalier des Palmes académiques (2007).

## Activités de recherches et éditoriales
Ruth Whelan étudie l'histoire de l'émigration de réfugiés huguenots vers l'Irlande au XVIIIe siècle. Elle constate qu'après le traité de Ryswick et les traités d'Utrecht, il devient évident qu'il n'y aura pas de restauration du protestantisme en France et que cette immigration sera sans retour. Elle analyse particulièrement les glissements dans les mentalités des réfugiés, provoqués par leurs déplacements et dépaysement traumatiques. Elle étudie notamment la publicité destinée à favoriser l'immigration huguenote en Irlande. Elle s'intéresse particulièrement aux mémoires autobiographiques, notamment à Élie Neau, négociant huguenot établi à New York après la révocation de l'édit de Nantes : fait prisonnier par un corsaire français, il est condamné aux galères en tant que protestant, puis libéré sur l'intervention du roi Guillaume III. Elle étudie également la correspondance d'Élie Bouhéreau, protestant rochelais, fils de pasteur et ancien étudiant de l'Académie de Saumur, premier bibliothécaire en titre de la bibliothèque Marsh de Dublin, ou encore aux mémoires de Jacques Fontaine, fils d'un pasteur de Royan, réfugié à Dublin où il devient pasteur à son tour.

## Distinctions
- Chevalière de l'ordre des Palmes académiques

## Publications
- The anatomy of superstition: a study of the historical theory and practice of Pierre Bayle, Oxford, Voltaire Foundation, 1989  (ISBN 0-7294-0372-6)[13]
- (dir.) Toleration and religious identity : the Edict of Nantes and its implications in France, Britain and Ireland, avec Carol Baxter, Dublin, Four Courts Press, 2003.
- (dir.) Narrating the self in early modern Europe, avec Peter Tribout, Oxford-New York : Peter Lang, 2007, 333 p.  (ISBN 978-3-03910-740-7)
- (dir.) De l'humanisme aux Lumières : Bayle et le protestantisme : mélanges en l'honneur d’Élisabeth Labrousse, avec Michelle Magdelaine, Maria Cristina Pitassi & Antony McKenna, Oxford, Voltaire Foundation, 1996 (compte rendu).
- « Marsh's Library and the French Calvinist tradition: the manuscript diary of Élie Bouhéreau (1643-1719) », dans Muriel McCarthy & Ann Simmons, The Making of Marsh's Library, Dublin, 2004, p. 219-234.
- « The Huguenots and the Imaginative Geography of Ireland: A Planned Immigration Scheme in the 1680s », Irish Historical Studies, vol. 35, no 140,‎ novembre 2007, p. 477-495 (lire en ligne, consulté le 9 février 2019).
- « Diamants dans les ténèbres:la fortune en France et en Angleterre des "Mémoires" de Louis de Marolles, galérien protestant », dans Jean-Jacques Tatin-Gourier (dir.), La Réception des mémoires d'Ancien régime: Discours historique, critique, littéraire, Le Manuscrit, 2009 (ISBN 978-2304031188), p. 75-98.
- « La correspondance d'Élie Bouhéreau (1643-1719) : les années folâtres », Littératures classiques, no 71,‎ janvier 2010, p. 91-112 (lire en ligne, consulté le 12 avril 2019).
- « Résistance et spiritualité dans les témoignages des galériens pour la foi », Bulletin de la Société de l'histoire du protestantisme français, vol. 156,‎ avril-mai-juin 2010, p. 231-246 (lire en ligne, consulté le 12 avril 2019).
- « The extraordinary voyage of Elie Neau (1662-1722) naturalized Englishman and French protestant galley slave », Proceedings of the Huguenot Society of Great Britain and Ireland, vol. 39, no 4,‎ 2011, p. 499-527.